# Невероятният Хълк
„Невероятният Хълк“ (на английски: The Incredible Hulk) е научнофантастичен, екшън американски филм от 2008 г. на режисьора Луи Летерие и е втори подред в Киновселената на Марвел. Историята на филма се продължава в Отмъстителите (2012).

## Резюме
Ученият Брус Банър търси лек за отравяне на клетките си от гама радиация, която освобождава необуздания гняв, криещ се в него – Хълк. Живеейки в сенките и отрязан от предишния си живот и от жената която обича, Бети Рос – Банър се бори да избяга от обсебения си преследвач, генерал „Гръмотевицата“ Рос и военните сили, които искат да го използват за техни цели. Докато всички са забъркани в тайната, която води до създаването на Хълк, те са конфронтирани от нов противник – Отвращението, чиито разрушителни сили може би надвишават дори тези на Хълк. Един учен ще трябва да направи избора – дали да води мирен живот като Брус Банър или да намери героизма в съществото вътре в него – Невероятният Хълк.

## Актьорски състав
| Актьор               | Роля                        |
| -------------------- | --------------------------- |
| Едуард Нортън        | Брус Банър / Хълк           |
| Тим Рот              | Емил Блонски / Отвращението |
| Лив Тайлър           | Бети Рос                    |
| Уилям Хърт           | Тадиъс „Гръмотевицата“ Рос  |
| Тим Блейк Нелсън     | Самюъл Стърнс               |
| Тай Бърел            | Ленърд Самсън               |
| Робърт Дауни Джуниър | Тони Старк / Железния човек |
| Стан Лий             | Злочест гражданин           |

## Награди и номинации
| Награда | Категория                        | Номиниран(и)                     | Резултат  |
| ------- | -------------------------------- | -------------------------------- | --------- |
| Сатурн  | Най-добър научнофантастичен филм | Най-добър научнофантастичен филм | номинация |

## „Невероятният Хълк“ в България
На 6 май 2012 г. Нова телевизия излъчи филма с български дублаж за телевизията. Екипът се състои от:
| Озвучаващи артисти  | Ася Братанова Петя Миладинова Николай Николов Камен Асенов Димитър Иванчев |
| Преводач            | Радмила Петрова                                                            |
| Тонрежисьор         | Цветомир Цветков                                                           |
| Режисьор на дублажа | Красимир Куцупаров                                                         |

На 21 октомври 2021 г. Би Ти Ви Екшън излъчи филма с български дублаж за телевизията. Екипът се състои от:
| Озвучаващи артисти  | Петя Абаджиева Мартин Герасков Симеон Владов Димитър Иванчев |
| Преводач            | Яна Кецкерова                                                |
| Тонрежисьор         | Венелин Николов                                              |
| Режисьор на дублажа | Веселина Стоилова                                            |